# Малченко, Александр Леонтьевич
Алекса́ндр Лео́нтьевич Ма́лченко (Мальченко; 5 апреля 1870, Буйское, Вятская губерния — 18 ноября 1930, Москва) — активный участник революционного движения в России, социал-демократ. Партийная кличка «Кокс».

## Биография

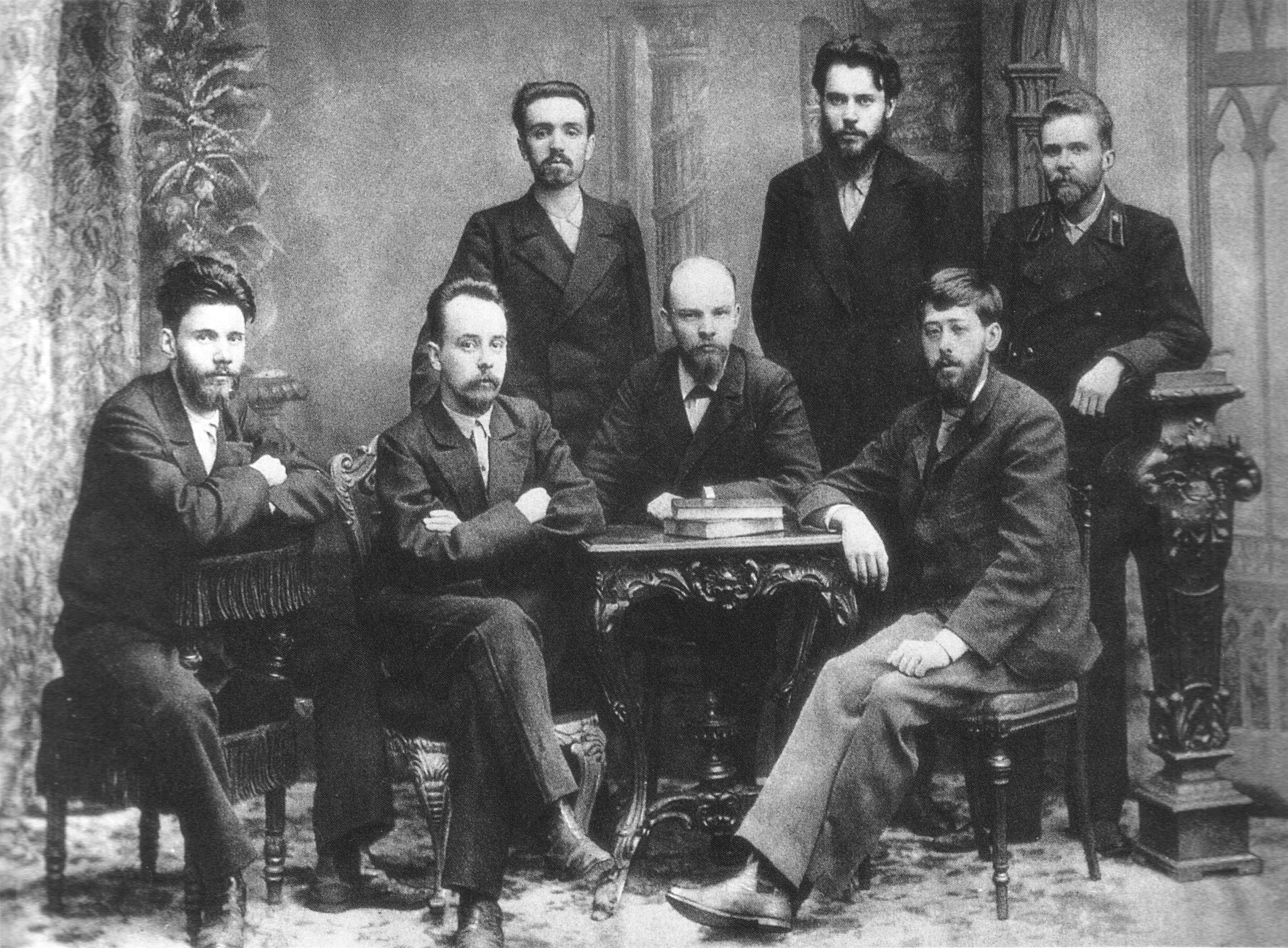
Члены петербургского «Союза борьбы за освобождение рабочего класса». Слева направо (стоят): А. Л. Малченко, П. К. Запорожец, А. А. Ванеев, слева направо (сидят): В. В. Старков, Г. М. Кржижановский, В. И. Ульянов, Ю. О. Мартов.
1897 г., не ранее 14 (26) февраля — не позднее 17 февраля (1 марта).
Фоотоателье Везенберг и К°.

Родился в дворянской семье 5 апреля 1870 года в селе Буйское (ныне Уржумский район, Кировская область). Отец — коллежский советник Леонтий Михайлович Малченко, мать — Екатерина Васильевна, до замужества Золотова. Вскоре вся семья переехала в Уржум, куда Леонтия Михайловича направили служить мировым судьёй. С 9 лет Александр учился в реальном училище в Казани. Позднее переехал в Петербург, где поступил в Петербургский технологический институт на механическое отделение. Будучи студентом, под руководством В. И. Ульянова участвовал в создании и деятельности Петербургского «Союза борьбы за освобождение рабочего класса». После окончания института в 1895 году работал инженером-технологом на Невском паровозостроительном заводе. Участвовал в создании нелегальной социал-демократической газеты «Рабочее дело».
В ночь с 8 на 9 декабря 1895 года был арестован полицией вместе с другими лидерами «Союза борьбы» (Ульянов, Ванеев, Кржижановский и другие) и 1897 году сослан в Архангельскую губернию на три года.
Отбыв ссылку, вернулся в Санкт-Петербург и снова включился в революционную деятельность. Затем последовал новый арест (1901) и запрет на проживание в столичных городах (Москва и Санкт-Петербург). Впоследствии переехал в Нижний Новгород, где по заданию газеты «Искра» ему было поручено организовать подпольную типографию. Позднее отошёл от революционной борьбы.
После революции переехал жить в Москву. Работал старшим инженером технического отдела центрального правления речных госпароходств.

## Арест и расстрел

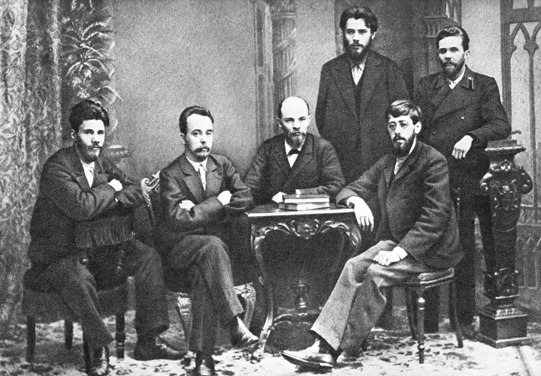
Версия снимка 1930-х гг: Малченко отсутствует

Арестован 29 декабря 1929 года по обвинению в контрреволюционной деятельности. Поводом для ареста и обвинения послужило его участие в разработке проекта договора о сдаче в концессию части судов Волжского флота. Приговорён к расстрелу коллегией ОГПУ 13 ноября 1930 года, расстрелян 18 ноября 1930 года.
После ареста и смерти Малченко «исчез» с исторического снимка.
Похоронен на Ваганьковском кладбище в Москве. Реабилитирован в августе 1958 года. После посмертной реабилитации исторический снимок печатался в первозданном виде.

## Адрес в Москве
- До декабря 1929 года — улица Арбат, 30, кв. 40.